# Chris O’Donnell
Christopher Eugene O’Donnell (Winnetka, Illinois, 1970. június 26. –) amerikai színész.

## Fiatalkora
Az Illinois állambeli Winnetkában született szülei hetedik gyermekeként (négy nővére és két bátyja van). Édesanyja Julie ingatlanügynök, édesapja William O’Donnell, rádiómenedzser. Chris O'Donnel apai ágról ír, anyai ágról német származású. Vallásos családban nevelkedett, katolikus iskolába járt.
Már 13 évesen reklámokban szerepelt.

## Filmográfia

### Film
| Év   | Magyar cím                                  | Eredeti cím                              | Szerep                         | Magyar hang     |
| ---- | ------------------------------------------- | ---------------------------------------- | ------------------------------ | --------------- |
| 1990 | A nő nem felejt                             | Men Don’t Leave                          | Chris Macauley                 |                 |
| 1991 | Sült, zöld paradicsom                       | Fried Green Tomatoes                     | Buddy Threadgoode              | Czvetkó Sándor  |
| 1992 | Vágyak csapdájában                          | School Ties                              | Chris Reece                    | Morassi László  |
| 1992 | Egy asszony illata                          | Scent of a Woman                         | Charlie Simms                  | Zsótér Sándor   |
| 1993 | A három testőr                              | The Three Musketeers                     | D’Artagnan                     | Selmeczi Roland |
| 1994 | Kék ég                                      | Blue Sky                                 | Glenn Johnson                  |                 |
| 1995 | Baráti kör                                  | Circle of Friends                        | Jack Foley                     | Hevér Gábor     |
| 1995 | Eszelős szerelem                            | Mad Love                                 | Matt Leland                    | Bor Zoltán      |
| 1995 | Mindörökké Batman                           | Batman Forever                           | Richard "Dick" Grayson / Robin | Dévai Balázs    |
| 1996 | Siralomház                                  | The Chamber                              | Adam Hall                      | Rékasi Károly   |
| 1996 | Szerelemben, háborúban                      | In Love and War                          | Ernest 'Ernie' Hemingway       | Selmeczi Roland |
| 1997 | Batman és Robin                             | Batman & Robin                           | Richard "Dick" Grayson / Robin | Bor Zoltán      |
| 1999 | Cuki hagyatéka                              | Cookie's Fortune                         | Jason Brown                    | Selmeczi Roland |
| 1999 | Cuki hagyatéka                              | Cookie's Fortune                         | Jason Brown                    | Pálmai Szabolcs |
| 1999 | Oltári vőlegény                             | The Bachelor                             | Jimmie Shannon                 | Kaszás Gergő    |
| 2000 | Jég és föld között                          | Vertical Limit                           | Peter Garrett                  | Crespo Rodrigo  |
| 2002 | Fogd a lét és fuccs!                        | 29 Palms                                 | bérgyilkos                     |                 |
| 2004 | Kinsey                                      | Kinsey                                   | Wardell Pomeroy                | Simonyi Balázs  |
| 2005 | A három nővér                               | The Sisters                              | David Turzin                   | Viczián Ottó    |
| 2008 | Kit Kittredge                               | Kit Kittredge: An American Girl          | Mr. Kittredge                  | Anger Zsolt     |
| 2008 | Max Payne – Egyszemélyes háború             | Max Payne                                | Jason Colvin                   | Czvetkó Sándor  |
| 2010 | Kutyák és macskák: A rusnya macska bosszúja | Cats & Dogs: The Revenge of Kitty Galore | Shane                          | Crespo Rodrigo  |
| 2010 |                                             | A Little Help                            | Bob Pehlke                     |                 |
| 2016 |                                             | PG (rövidfilm)                           | Max                            |                 |

### Televízió
| Év        | Magyar cím               | Eredeti cím               | Szerep                                                     | Megjegyzések                                                |
| --------- | ------------------------ | ------------------------- | ---------------------------------------------------------- | ----------------------------------------------------------- |
| 1986      |                          | Jack and Mike             | Evan                                                       | 1 epizód                                                    |
| 2003      | Ügyvédek                 | The Practice              | Brad Stanfield                                             | 4 epizód                                                    |
| 2004      | Két pasi – meg egy kicsi | Two and a Half Men        | Bill                                                       | 1 epizód                                                    |
| 2004      |                          | The Amazing Westermans    | ismeretlen szerep                                          | tévéfilm                                                    |
| 2005      |                          | Head Cases                | Jason Payne                                                | 2 epizód                                                    |
| 2005–2006 | A Grace klinika          | Grey's Anatomy            | Dr. Finn "McVet" Dandridge                                 | 9 epizód                                                    |
| 2005–2006 | A Cég – A CIA regénye    | The Company               | Jack McAuliffe                                             | - minisorozat (6 epizód) - magyar hangja: - Pálmai Szabolcs |
| 2009      | NCIS                     | NCIS                      | G. Callen                                                  | két epizód                                                  |
| 2009–2023 | NCIS: Los Angeles        | NCIS: Los Angeles         | G. Callen                                                  | - főszereplő - magyar hangja: - Bor Zoltán                  |
| 2010      |                          | WWII in HD: The Air War   | John Gibbons (hangja)                                      |                                                             |
| 2012      | Hawaii Five-0            | Hawaii Five-0             | G. Callen                                                  | 1 epizód                                                    |
| 2013      | Mit gondolsz, ki vagy?   | Who Do You Think You Are? | önmaga                                                     | 1 epizód                                                    |
| 2014      | Robotcsirke              | Robot Chicken             | Mr. Fantastic / Robotzsaru / Rex Kling parancsnok (hangja) | 1 epizód                                                    |
| 2017      | Amerikai fater           | American Dad!             | G. Callen (hangja)                                         | 1 epizód                                                    |
| 2017–2021 |                          | The Price Is Right        | önmaga                                                     | 2 epizód                                                    |
| 2023      | NCIS: Hawaii             | NCIS: Hawaiʻi             | G. Callen                                                  | 1 epizód                                                    |

## Díjai
- Chicago Film Critics díj - 1993
- A Holnap Férfi Sztárja - 1994

## Fordítás
- Ez a szócikk részben vagy egészben  a   Chris O’Donnell című angol Wikipédia-szócikk fordításán alapul.  Az eredeti cikk szerkesztőit annak laptörténete sorolja fel. Ez a jelzés csupán a megfogalmazás eredetét és a szerzői jogokat jelzi, nem szolgál a cikkben szereplő információk forrásmegjelöléseként.